# Gara di WTCC del Giappone 2013
La Gara di WTCC del Giappone 2013 (ufficialmente 2013 FIA WTCC JVC Kenwood Race of Japan) fu il decimo round del World Touring Car Championship 2013 e la sesta edizione della gara giapponese. Si tenne il 22 settembre 2013 al Circuito di Suzuka, a Suzuka, Giappone.
Gara-1 fu vinta da Norbert Michelisz di Zengő Motorsport, mentre gara-2 fu conquistata da Tom Coronel di ROAL Motorsport.
Yvan Muller si assicurò il suo quarto titolo piloti in WTCC chiudendo 3º in gara-1, diventando così il primo pilota della categoria a vincere il campionato senza il supporto di un costruttore.
Gara-2 fu la duecentesima gara di WTCC che fu corsa dalla fondazione della serie nel 2005.

## Vigilia
Muller fu al comando del campionato piloti ed ebbe la seconda opportunità di assicurarsi il suo quarto titolo mondiale nel corso del weekend. Michel Nykjær e James Nash furono insieme al comando del Trofeo Yokohama indipendenti.
Prima dell'inizio della stagione il nuovo Trofeo Eurosport Asia venne lanciato, diretto a quei piloti che partecipavano gara per gara basandosi sui tre round asiatici di fine stagione, partendo con il Giappone. I punti furono attribuiti ai primi otto della categoria, con punti addizionali per ogni punto segnato nel campionato del Mondo.
Le Chevrolet Cruze 1.6T continuarono ad essere le vetture di riferimento, mantenendo la loro massima zavorra di 40 kg che fece loro raggiungere i 1,190 kg. Le Honda Civic WTCC guadagnarono 10 kg dopo la loro grande prestazione espressa negli Sonoma, che le portarono a 1,170 kg. La Honda di Takuya Izawa mantenne il peso base di 1,150 kg alla sua prima apparizione in stagione, fu la vettura per test usata da Tiago Monteiro nel campionato 2012 che fu omologata per il regolamento dello Scandinavian Touring Car Championship. Sia le SEAT León WTCC sia le BMW 320 TC rimasero al loro peso minimo di 1,130 kg, lo stesso delle Lada Granta WTCC. Le Chevrolet e le BMW iniziarono la stagione con un peso base di 1,150 kg.
La Castrol Honda World Touring Car Team aggiunse una terza vettura per il pilota locale Takuya Izawa. Franz Engstler non poté partecipare all'evento a causa di una malattia e fu rimpiazzato da un altro pilota giapponese, Masaki Kano. Questo fatto interruppe le 138 gare consecutive di Engstler. La Liqui Moly Team Engstler aggiunse una BMW 320si ispirata per il pilota di Macao Henry Ho. Nel weekend precedente alla gara, il leader del Trofeo Yokohama perse il suo posto alla NIKA Racing per inadempienze finanziarie, venendo sostituito da Hiroki Yoshimoto. La Campos Racing ridusse la sua partecipazione a una vettura singola per Fernando Monje, costringendo Hugo Valente a non partecipare. La China Dragon Racing si unisce ai team in griglia con due Chevrolet Cruze LT per Filipe de Souza e Kin Veng Ng, la Son Veng Racing Team corse con un'altra Cruze aspirata messa a disposizione per il debuttante nella serie Jerónimo Badaraco. La Wiechers-Sport corse con Yukinori Taniguchi al posto di Fredy Barth, che non poté partecipare a causa di altri impegni. La RPM Racing mise in pista un'altra BMW 320si per Mak Ka Lok.

## Resoconto

### Test e prove libere
Muller comandò davanti a Pepe Oriola alla fine della prima sessione di test del venerdì, che vide un buon numero di bandiere rosse. Souza si girò con la sua Chevrolet China Dragon Racing alla curva 8, Mikhail Kozlovskiy fu il successivo a piantarsi nella ghiaia, oltre a Norbert Michelisz che a fine sessione uscì di pista.
Monteiro comandò la doppietta Honda nella prima sessione di prove libere, con Izawa 2º e il leader del campionato Muller 3º. Marc Basseng fu fermato da una bandiera nera per essere rientrato in pista in maniera pericolosa alla curva 8.
Muller fu 1º nella seconda sessione di libere, Alex MacDowall fu 2º dopo aver comandato la sessione all'inizio. Tom Chilton entrò quasi in collisione con il compagno Muller e dovette portare la propria RML per evitarlo.

### Qualifiche
Le quattro Honda, comandate da Gabriele Tarquini, furono le prime a scendere in pista all'inizio della Q1. Chilton fu subito il più veloce, con MacDowall 3º. Monteiro salì in cima alla classifica a 8 minuti dal termine, prima di essere spodestato dalla Honda di Michelisz. Muller raggiunse il comando della lista dei tempi a 3 minuti dalla fine, James Thompson salì nella top 12 a spese di Charles Ng. Izawa non riuscì a farsi ammettere in Q2 perché nel suo ultimo tentativo commise un errore finendo nell'erba, assicurando a Robert Huff il 12º posto.
In Q2, Michelisz condusse davanti ai piloti RML. A metà sessione, mentre tutti i piloti principali entrarono in pit lane, Oriola e MacDowall scesero in pista, prima che Thompson uscisse per la prima volta dai box a 4 minuti dal termine. Oriola sembrò in grado di fare un giro velocissimo, ma non riuscì a migliorare nell'ultimo settore; MacDowall salì al 2º posto, con Thompson che al suo primo giro cronometrato non riuscì a far meglio del 12º posto. Muller fece un lungo alla curva 1, mentre Tarquini uscì alla curva 3, sfiorando il muro di gomme. Alla fine della sessione Michelisz stette al comando, assicurandosi la sua prima pole position della stagione, MacDowall fu 2º e il migliore tra gli indipendenti, mentre Mehdi Bennani concluse 10º, prendendo così la pole per gara-2.

### Warm-up
Michelisz fu il più veloce nella sessione di warm-up della domenica mattina, con Monteiro 2º.

### Gara-1
Michelisz scattò bene dalla pole position, mantenendo MacDowall dietro di sé, mentre Monteiro balzò al 3º posto. Alla fine del giro 1, Monteiro tentò di sorpassare MacDowall, ma frenò tardi e toccò il posteriore della RML. Al giro 4 Pepe Oriola entrò nel paraurti di Tarquini e mentre il pilota Honda tentò di riconquistare il controllo della vettura, Nash passò all'interno e si mise davanti allo spagnolo. Il giro 8 vide Yoshimoto andare lungo alla curva 1. A metà gara, Michelisz aveva costruito un discreto margine su MacDowall, che era pressato da Muller e Chilton; ci fu un buon distacco tra loro e il resto del gruppo, comandato da Tarquini. Monteiro fu dietro ad Oriola al giro 19 e provò a prendere il 7º posto, ma lo tamponò e ci riprovò all'interno della curva 7, ma lo spagnolo lo chiuse e il portoghese si schiantò contro il muro di gomme posto al suo interno. Nello stesso momento Tarquini uscì di pista a causa di una foratura alla gomma anteriore sinistra che permise a Nash di salire al 5º posto. Monteiro tornò ai box per le riparazioni mentre Oriola fu penalizzato con un drive through per aver spinto Monteiro fuori pista. Oriola non riuscì a scontare la propria penalità: tornò ai box, ma per ritirarsi. Michelisz ottenne la vittoria, mentre MacDowall mantenne il 2º posto dopo essersi difeso da Muller e Chilton all'ultimo giro. Muller si assicurò il proprio quarto titolo mondiale con questo 3º posto.

### Gara-2
Bennani partì in pole position nella gara numero 200 della storia del WTCC. Bennani mantenne la leadership mentre un contatto più indietro tra Michelisz e Muller che scaraventò il francese contro il muro e fuori dalla gara, mentre l'ungherese ruppe la sospensione posteriore sinistra. L'incidente lasciò polistirolo su tutto il rettilineo d'arrivo. Con le bandiere gialle fuori nel primo settore, le opportunità di sorpasso furono limitate e la coppia di testa formata da Bennani e Coronel spinse allontanandosi dalle Honda di Tarquini e Monteiro. Tom Boardman provò un sorpasso all'interno di Kozlovskiy alla curva 1, il russo fu tamponato e finì lungo e Boardman passò. Anche Coronel tentò un sorpasso nei confronti di Bennani alla curva 1 poco dopo e ancora al giro 10, senza successo. Mak uscì di pista, mentre Monteiro passò poi il compagno Tarquini. Al giro 13 Kozlovskiy e Oriola furono penalizzati da un drive through per partenza anticipata. Charles Ng si stava difendendo da Robert Huff, che durante un tentativo di sorpasso sul rettilineo d'arrivo entrò parzialmente nell'erba, per poi completare la mossa nella curva 1. Al giro 17 Coronel raggiunse il comando, superando Bennani alla prima curva quando il pilota della Proteam Racing fece la curva più larga del solito. A due giri dal termine, MacDowall uscì di pista alla curva 1 e scese dal 9º al 13º posto quando tornò sul tracciato. Coronel ottenne la sua terza vittoria in Giappone, Bennani fu secondo e il vincitore tra gli indipendenti.
Dopo la gara, fu assegnata una penalità di 30 secondi a Thompson, che lo fece scendere in classifica portandolo fuori dai punti, al 12º posto.

## Risultati

### Qualifiche
| Pos. | Nº | Pilota             | Team                                 | Vettura              | Cat. | Q1       | Q2       | Punti |
| ---- | -- | ------------------ | ------------------------------------ | -------------------- | ---- | -------- | -------- | ----- |
| 1    | 5  | Norbert Michelisz  | Zengő Motorsport                     | Honda Civic WTCC     |      | 0:53.341 | 0:52.886 | 5     |
| 2    | 9  | Alex MacDowall     | bamboo-engineering                   | Chevrolet Cruze 1.6T | Y    | 0:53.696 | 0:53.011 | 4     |
| 3    | 23 | Tom Chilton        | RML                                  | Chevrolet Cruze 1.6T |      | 0:53.417 | 0:53.101 | 3     |
| 4    | 12 | Yvan Muller        | RML                                  | Chevrolet Cruze 1.6T |      | 0:53.228 | 0:53.119 | 2     |
| 5    | 14 | James Nash         | bamboo-engineering                   | Chevrolet Cruze 1.6T | Y    | 0:53.405 | 0:53.125 | 1     |
| 6    | 18 | Tiago Monteiro     | Castrol Honda World Touring Car Team | Honda Civic WTCC     |      | 0:53.430 | 0:53.365 |       |
| 7    | 74 | Pepe Oriola        | Tuenti Racing Team                   | Chevrolet Cruze 1.6T |      | 0:53.449 | 0:53.365 |       |
| 8    | 3  | Gabriele Tarquini  | Castrol Honda World Touring Car Team | Honda Civic WTCC     |      | 0:53.382 | 0:53.379 |       |
| 9    | 15 | Tom Coronel        | ROAL Motorsport                      | BMW 320 TC           |      | 1:47.038 | 0:53.432 |       |
| 10   | 25 | Mehdi Bennani      | Proteam Racing                       | BMW 320 TC           | Y    | 1:46.788 | 0:53.466 |       |
| 11   | 1  | Robert Huff        | ALL-INKL.COM Münnich Motorsport      | SEAT León WTCC       |      | 1:46.736 | 0:53.535 |       |
| 12   | 10 | James Thompson     | Lukoil Lada Sport                    | Lada Granta WTCC     |      | 1:47.583 | 0:53.648 |       |
| 13   | 7  | Charles Ng         | Liqui Moly Team Engstler             | BMW 320 TC           | Y    | 0:53.733 |          |       |
| 14   | 38 | Marc Basseng       | ALL-INKL.COM Münnich Motorsport      | SEAT León WTCC       |      | 0:53.812 |          |       |
| 15   | 99 | Takuya Izawa       | Honda Racing Team JAS                | Honda Civic WTCC     | A    | 0:53.827 |          |       |
| 16   | 19 | Fernando Monje     | Campos Racing                        | SEAT León WTCC       | Y    | 0:53.870 |          |       |
| 17   | 67 | Hiroki Yoshimoto   | NIKA Racing                          | Chevrolet Cruze 1.6T | Y A  | 0:53.986 |          |       |
| 18   | 26 | Stefano D'Aste     | PB Racing                            | BMW 320 TC           | Y    | 0:53.991 |          |       |
| 19   | 55 | Darryl O'Young     | ROAL Motorsport                      | BMW 320 TC           | Y    | 0:54.027 |          |       |
| 20   | 37 | René Münnich       | ALL-INKL.COM Münnich Motorsport      | SEAT León WTCC       | Y    | 0:54.158 |          |       |
| 21   | 68 | Masaki Kano        | Liqui Moly Team Engstler             | BMW 320 TC           | Y A  | 0:54.263 |          |       |
| 22   | 8  | Mikhail Kozlovskiy | Lukoil Lada Sport                    | Lada Granta WTCC     |      | 0:54.292 |          |       |
| 23   | 22 | Tom Boardman       | Special Tuning Racing                | SEAT León WTCC       | Y    | 0:54.395 |          |       |
| 24   | 33 | Yukinori Taniguchi | Wiechers-Sport                       | BMW 320 TC           | Y A  | 0:54.471 |          |       |
| 25   | 66 | Jerónimo Badaraco  | Son Veng Racing Team                 | Chevrolet Cruze LT   | Y A  | 0:55.257 |          |       |
| 26   | 88 | Henry Ho           | Liqui Moly Team Engstler             | BMW 320si            | Y A  | 0:55.611 |          |       |
| 27   | 60 | Filipe de Souza    | China Dragon Racing                  | Chevrolet Cruze LT   | Y A  | 0:55.672 |          |       |
| 28   | 61 | Kin Veng Ng        | China Dragon Racing                  | Chevrolet Cruze LT   | Y A  | 0:56.103 |          |       |
| 29   | 77 | Mak Ka Lok         | RPM Racing                           | BMW 320si            | Y A  | 0:56.478 |          |       |

- Il pilota in grassetto indica l'autore della pole position per gara-2.

### Gara-1
| Pos. | Nº | Pilota             | Team                                 | Vettura              | Cat. | Giri | Tempo/Ritirato | Griglia | Punti |
| ---- | -- | ------------------ | ------------------------------------ | -------------------- | ---- | ---- | -------------- | ------- | ----- |
| 1    | 5  | Norbert Michelisz  | Zengő Motorsport                     | Honda Civic WTCC     |      | 26   | 23:58.613      | 1       | 25    |
| 2    | 9  | Alex MacDowall     | bamboo-engineering                   | Chevrolet Cruze 1.6T | Y    | 26   | +4.832         | 2       | 18    |
| 3    | 12 | Yvan Muller        | RML                                  | Chevrolet Cruze 1.6T |      | 26   | +5.149         | 4       | 15    |
| 4    | 23 | Tom Chilton        | RML                                  | Chevrolet Cruze 1.6T |      | 26   | +5.422         | 3       | 12    |
| 5    | 14 | James Nash         | bamboo-engineering                   | Chevrolet Cruze 1.6T | Y    | 26   | +14.377        | 5       | 10    |
| 6    | 10 | James Thompson     | Lukoil Lada Sport                    | Lada Granta WTCC     |      | 26   | +25.611        | 12      | 8     |
| 7    | 1  | Robert Huff        | ALL-INKL.COM Münnich Motorsport      | SEAT León WTCC       |      | 26   | +25.786        | 11      | 6     |
| 8    | 15 | Tom Coronel        | ROAL Motorsport                      | BMW 320 TC           |      | 26   | +25.940        | 9       | 4     |
| 9    | 38 | Marc Basseng       | ALL-INKL.COM Münnich Motorsport      | SEAT León WTCC       |      | 26   | +26.247        | 14      | 2     |
| 10   | 19 | Fernando Monje     | Campos Racing                        | SEAT León WTCC       | Y    | 26   | +26.534        | 16      | 1     |
| 11   | 25 | Mehdi Bennani      | Proteam Racing                       | BMW 320 TC           | Y    | 26   | +26.747        | 10      |       |
| 12   | 99 | Takuya Izawa       | Honda Racing Team JAS                | Honda Civic WTCC     | A    | 26   | +27.062        | 15      |       |
| 13   | 55 | Darryl O'Young     | ROAL Motorsport                      | BMW 320 TC           | Y    | 26   | +28.805        | 19      |       |
| 14   | 7  | Charles Ng         | Liqui Moly Team Engstler             | BMW 320 TC           | Y    | 26   | +34.138        | 13      |       |
| 15   | 8  | Mikhail Kozlovskiy | Lukoil Lada Sport                    | Lada Granta WTCC     |      | 26   | +36.211        | 22      |       |
| 16   | 37 | René Münnich       | ALL-INKL.COM Münnich Motorsport      | SEAT León WTCC       | Y    | 26   | +36.280        | 20      |       |
| 17   | 33 | Yukinori Taniguchi | Wiechers-Sport                       | BMW 320 TC           | Y A  | 26   | +36.985        | 24      |       |
| 18   | 67 | Hiroki Yoshimoto   | NIKA Racing                          | Chevrolet Cruze 1.6T | Y A  | 26   | +44.883        | 17      |       |
| 19   | 68 | Masaki Kano        | Liqui Moly Team Engstler             | BMW 320 TC           | Y A  | 26   | +48.667        | 21      |       |
| 20   | 66 | Jerónimo Badaraco  | Son Veng Racing Team                 | Chevrolet Cruze LT   | Y A  | 26   | +52.433        | 25      |       |
| 21   | 60 | Filipe de Souza    | China Dragon Racing                  | Chevrolet Cruze LT   | Y A  | 25   | +1 giro        | 27      |       |
| 22   | 61 | Kin Veng Ng        | China Dragon Racing                  | Chevrolet Cruze LT   | Y A  | 25   | +1 giro        | 28      |       |
| 23   | 77 | Mak Ka Lok         | RPM Racing                           | BMW 320si            | Y A  | 25   | +1 giro        | 29      |       |
| 24   | 88 | Henry Ho           | Liqui Moly Team Engstler             | BMW 320si            | Y A  | 24   | +2 giri        | 26      |       |
| 25   | 22 | Tom Boardman       | Special Tuning Racing                | SEAT León WTCC       | Y    | 21   | Ritiro         | 23      |       |
| 26   | 74 | Pepe Oriola        | Tuenti Racing Team                   | Chevrolet Cruze 1.6T |      | 21   | Ritiro         | 7       |       |
| 27   | 3  | Gabriele Tarquini  | Castrol Honda World Touring Car Team | Honda Civic WTCC     |      | 21   | Ritiro         | 8       |       |
| 28   | 18 | Tiago Monteiro     | Castrol Honda World Touring Car Team | Honda Civic WTCC     |      | 19   | Ritiro         | 6       |       |
| 29   | 26 | Stefano D'Aste     | PB Racing                            | BMW 320 TC           | Y    | 19   | +7 giri        | 18      |       |

- Il pilota in grassetto indica l'autore del giro più veloce.

### Gara-2
| Pos. | Nº | Pilota             | Team                                 | Vettura              | Cat. | Giri | Tempo/Ritirato | Griglia | Punti |
| ---- | -- | ------------------ | ------------------------------------ | -------------------- | ---- | ---- | -------------- | ------- | ----- |
| 1    | 15 | Tom Coronel        | ROAL Motorsport                      | BMW 320 TC           |      | 26   | 23:56.929      | 2       | 25    |
| 2    | 25 | Mehdi Bennani      | Proteam Racing                       | BMW 320 TC           | Y    | 26   | +2.259         | 1       | 18    |
| 3    | 18 | Tiago Monteiro     | Castrol Honda World Touring Car Team | Honda Civic WTCC     |      | 26   | +9.935         | 5       | 15    |
| 4    | 3  | Gabriele Tarquini  | Castrol Honda World Touring Car Team | Honda Civic WTCC     |      | 26   | +10.732        | 3       | 12    |
| 5    | 14 | James Nash         | bamboo-engineering                   | Chevrolet Cruze 1.6T | Y    | 26   | +11.438        | 6       | 10    |
| 6    | 23 | Tom Chilton        | RML                                  | Chevrolet Cruze 1.6T |      | 26   | +11.802        | 8       | 8     |
| 7    | 7  | Charles Ng         | Liqui Moly Team Engstler             | BMW 320 TC           | Y    | 26   | +13.762        | 13      | 6     |
| 8    | 1  | Robert Huff        | ALL-INKL.COM Münnich Motorsport      | SEAT León WTCC       |      | 26   | +14.088        | 11      | 4     |
| 9    | 26 | Stefano D'Aste     | PB Racing                            | BMW 320 TC           | Y    | 26   | +23.564        | 18      | 2     |
| 10   | 55 | Darryl O'Young     | ROAL Motorsport                      | BMW 320 TC           | Y    | 26   | +23.753        | 19      | 1     |
| 11   | 10 | James Thompson     | Lukoil Lada Sport                    | Lada Granta WTCC     |      | 26   | +23.780        | 12      |       |
| 12   | 9  | Alex MacDowall     | bamboo-engineering                   | Chevrolet Cruze 1.6T | Y    | 26   | +24.249        | 9       |       |
| 13   | 19 | Fernando Monje     | Campos Racing                        | SEAT León WTCC       | Y    | 26   | +24.497        | 16      |       |
| 14   | 37 | René Münnich       | ALL-INKL.COM Münnich Motorsport      | SEAT León WTCC       | Y    | 26   | +24.739        | 20      |       |
| 15   | 68 | Masaki Kano        | Liqui Moly Team Engstler             | BMW 320 TC           | Y A  | 26   | +26.576        | 21      |       |
| 16   | 33 | Yukinori Taniguchi | Wiechers-Sport                       | BMW 320 TC           | Y A  | 26   | +36.768        | 24      |       |
| 17   | 38 | Marc Basseng       | ALL-INKL.COM Münnich Motorsport      | SEAT León WTCC       |      | 26   | +53.300        | 14      |       |
| 18   | 66 | Jerónimo Badaraco  | Son Veng Racing Team                 | Chevrolet Cruze LT   | Y A  | 26   | +54.197        | 25      |       |
| 19   | 8  | Mikhail Kozlovskiy | Lukoil Lada Sport                    | Lada Granta WTCC     |      | 25   | +1 giro        | 22      |       |
| 20   | 61 | Kin Veng Ng        | China Dragon Racing                  | Chevrolet Cruze LT   | Y A  | 25   | +1 giro        | 28      |       |
| 21   | 88 | Henry Ho           | Liqui Moly Team Engstler             | BMW 320si            | Y A  | 23   | +3 giri        | 26      |       |
| 22   | 99 | Takuya Izawa       | Honda Racing Team JAS                | Honda Civic WTCC     | A    | 19   | Ritiro         | 15      |       |
| Rit  | 22 | Tom Boardman       | Special Tuning Racing                | SEAT León WTCC       | Y    | 16   | Ritiro         | 23      |       |
| Rit  | 67 | Hiroki Yoshimoto   | NIKA Racing                          | Chevrolet Cruze 1.6T | Y A  | 14   | Ritiro         | 17      |       |
| Rit  | 74 | Pepe Oriola        | Tuenti Racing Team                   | Chevrolet Cruze 1.6T |      | 13   | Ritiro         | 4       |       |
| Rit  | 77 | Mak Ka Lok         | RPM Racing                           | BMW 320si            | Y A  | 10   | Incidente      | 29      |       |
| Rit  | 5  | Norbert Michelisz  | Zengő Motorsport                     | Honda Civic WTCC     |      | 1    | Incidente      | 10      |       |
| Rit  | 60 | Filipe de Souza    | China Dragon Racing                  | Chevrolet Cruze LT   | Y A  | 1    | Ritiro         | 27      |       |
| Rit  | 12 | Yvan Muller        | RML                                  | Chevrolet Cruze 1.6T |      | 0    | Incidente      | 7       |       |

- Il pilota in grassetto indica l'autore del giro più veloce.

## Classifiche dopo l'evento
Campionato piloti
|   | Pos. | Pilota            | Punti |
| - | ---- | ----------------- | ----- |
|   | 1    | Yvan Muller       | 360   |
| 1 | 2    | Gabriele Tarquini | 211   |
| 2 | 3    | Tom Chilton       | 183   |
|   | 4    | James Nash        | 181   |
| 2 | 5    | Michel Nykjær     | 180   |

Trofeo Yokohama Indipendenti
|   | Pos. | Pilota         | Punti |
| - | ---- | -------------- | ----- |
| 1 | 1    | James Nash     | 150   |
| 1 | 2    | Michel Nykjær  | 134   |
|   | 3    | Alex MacDowall | 118   |
|   | 4    | Mehdi Bennani  | 87    |
|   | 5    | Stefano D'Aste | 74    |

Campionato costruttori
|  | Pos. | Costruttore | Punti |
|  | ---- | ----------- | ----- |
|  | 1    | Honda       | 848   |
|  | 2    | Lada        | 519   |

- Nota: Solo le prime cinque posizioni sono incluse in entrambe le classifiche piloti qui presenti.